# Herrarnas sprint vid världsmästerskapen i skidskytte 2013
Herrarnas sprint vid skidskytte‐VM 2013 avgjordes lördagen den 9 februari 2013 med start klockan 13:00 (CET) i Nové Město na Moravě i Tjeckien.
Detta var herrarnas första individuella tävling på världsmästerskapen. Distansen var 10 km och det var som vanligt två skjutningar: liggande och stående. Man bestraffades med en straffrunda för varje missat skott. Straffrundan var ungefär 150 meter och tog vanligtvis ca 22–25 sekunder att åka.
Världsmästare blev norrmannen Emil Hegle Svendsen. Fjolårsvinnaren Martin Fourcade från Frankrike blev silvermedaljör medan Jakov Fak (Slovenien) knep tredjeplatsen.

## Tidigare världsmästare i sprint
| År   | Ort             | Mästare              |
| ---- | --------------- | -------------------- |
| 2007 | Antholz         | Ole-Einar Bjørndalen |
| 2008 | Östersund       | Maksim Tjudov        |
| 2009 | Pyeongchang     | Ole-Einar Bjørndalen |
| 2010 | Chanty-Mansijsk | Tävlades inte i      |
| 2011 | Chanty-Mansijsk | Arnd Peiffer         |
| 2012 | Ruhpolding      | Martin Fourcade      |

## Resultat
| Placering | Namn                 | Land      | Tid     | Straffrundor (L + S) | Straffrundor (L + S) |
| --------- | -------------------- | --------- | ------- | -------------------- | -------------------- |
| 1         | Emil Hegle Svendsen  | Norge     | 23.25,1 | 1                    | (0 + 1)              |
| 2         | Martin Fourcade      | Frankrike | + 8,1   | 1                    | (0 + 1)              |
| 3         | Jakov Fak            | Slovenien | + 11,2  | 0                    | (0 + 0)              |
| 4         | Ole Einar Bjørndalen | Norge     | + 19,9  | 1                    | (0 + 1)              |
| 5         | Dmitrij Malysjko     | Ryssland  | + 23,2  | 0                    | (0 + 0)              |
| 6         | Alexis Bœuf          | Frankrike | + 25,0  | 0                    | (0 + 0)              |
| 7         | Anton Sjipulin       | Ryssland  | + 32,9  | 1                    | (1 + 0)              |
| 8         | Fredrik Lindström    | Sverige   | + 38,0  | 2                    | (1 + 1)              |
| 9         | Jevgenij Ustiugov    | Ryssland  | + 38,4  | 1                    | (0 + 1)              |
| 10        | Simon Eder           | Österrike | + 38,6  | 0                    | (0 + 0)              |